# Sơn Bao
Sơn Bao là một xã thuộc huyện Sơn Hà, tỉnh Quảng Ngãi, Việt Nam.
Xã Sơn Bao có diện tích 68,84 km², dân số năm 1999 là 3040 người, mật độ dân số đạt 44 người/km².